# Ито, Хироюки
Хироюки Ито (яп. 伊藤 裕之 Ито Хироюки) — японский геймдизайнер и игровой директор, наиболее известный по работе над играми серии Final Fantasy компании Square Enix.
В первых трёх играх Final Fantasy Ито занимался в основном отладкой и сведением звуковых эффектов, а в «Final Fantasy IV» выступил главным дизайнером сражений, создав знаменитую систему «Битвы в Реальном Времени». Впоследствии был назначен главным дизайнером сражений ещё трёх игр серии, а также поучаствовал в создании системы профессий «Final Fantasy V», системы эсперов «Final Fantasy VI» и системы привязки стражей «Final Fantasy VIII».
Кроме того, Хироюки Ито совместно с Ёсинори Китасэ был директором «Final Fantasy VI» и «Final Fantasy IX». При создании «Final Fantasy XII» заменил уволившегося из компании Ясуми Мацуно и возглавил проект совместно с Хироси Минагавой, который находился в команде с самого начала разработки.

## Участие в проектах
- Final Fantasy (1987) — отладка
- Final Fantasy II (1988) — отладка
- Square no Tom Sawyer (1989) — игровой дизайн
- Final Fantasy Legend (1989) — сценарий, дизайн карты
- Final Fantasy III (1990) — звуковые эффекты
- Rad Racer 2 (1990) — игровой дизайн
- Final Fantasy IV (1991) — дизайн битвы
- Final Fantasy V (1992) — планирование сражений
- Final Fantasy VI (1994) — директор
- Chrono Trigger (1995) — планирование событий
- Final Fantasy Tactics (1997) — игровой дизайн
- Final Fantasy VIII (1999) — дизайн битвы, Мир Чокобо
- Final Fantasy IX (2000) — директор, автор текста «Melodies of Life»
- Hataraku Chocobo (2000) — игровой дизайн
- Final Fantasy XII (2006) — директор, игровой дизайн
- Final Fantasy V Advance (2006) — директор
- Final Fantasy VI Advance (2006) — директор
- Final Fantasy XII International Zodiac Job System (2007) — директор, игровой дизайн, продюсирование